# Jean-Marie Degoutte
Jean-Marie Joseph Degoutte, född 18 april 1866 i Charnay (departementet Rhône), död där 31 oktober 1938, var en fransk militär.
Degoutte blev officer vid infanteriet 1890, överste 1914, brigadgeneral 1916 och divisionsgeneral 1918. Degoutte tjänstgjorde före första världskriget huvudsakligen utom Europa och var vid krigsutbrottet överstelöjtnant. Vid mobiliseringen blev han stabschef vid 4:e armékåren och i mars 1916 chef för marockanska fördelningen, med vilken han deltog i Sommeslaget och i 1917 års offensiv i Champagne och i slaget vid Verdun. I september 1917 erhöll han befälet över 21:a armékåren och i juni 1918 över 6:e armén, som han med framgång förde i andra Marneslaget i juli samma år. Åren 1919-24 var Degoutte befälhavare över den franska ockupationsarmén vid Rhen, vilket befäl han utövade med stor stränghet. År 1920 blev han medlem av högsta krigsrådet.